# デリバティブTV
『デリバティブTV』（デリバディブティービー）は、1998年10月4日（10月3日深夜）から1999年3月までテレビ東京で放送されていたクイズ番組である。放送時間は毎週日曜 0:50 - 1:20 （土曜深夜、日本標準時）。トヨタ自動車の一社提供。

## 概要
普及しはじめたばかりのインターネットを活用した、視聴者参加型の双方向番組。関連インターネットメディアの制作・運営は、インプレスの関連企業であるインプレスA&Dが行っていた。
内容はフジテレビで放送されていた『TVブックメーカー』のコンセプトをリニューアルしたもので、ブックメーカー（出題者）とパネラー（予想家）が放送直近に開催予定のイベントやその時期に起こるとされている出来事について推理していた。パネラーと会員登録済みの視聴者にはそれぞれ持ち点が与えられており、ブックメーカーが提示する予想選択肢に対し、それらに掛かっているオッズ（倍率）を参考にしながら自らの持ち点を賭けていくという形式で進行。そして予想的中の可否に応じてポイントが加算されていき、毎月の成績に応じた記念品がプレゼントされた。なお、賭けに使われる通貨の単位は、製作局の略称・コールサインにちなんで、TXが用いられていた。またRealPlayerを用いてダイジェスト動画の配信も行われ放送地域外のユーザーも参加可能としていた。

## 出演者
- 杉本清（マスター・元関西テレビアナウンサー）
- ダンカン（ベッター）
- リサ・ステッグマイヤー（ベッター）
- 軍司貞則（ベッター）
- 鴻上尚史（ベッター・フジテレビ｢TVブックメーカー｣にも「ベッター｣として出演していた。）